# Dodecaceria choromytilicola
Dodecaceria choromytilicola är en ringmaskart som beskrevs av María Andrea Carrasco 1977. Dodecaceria choromytilicola ingår i släktet Dodecaceria och familjen Cirratulidae. Inga underarter finns listade i Catalogue of Life.